# Olden (Adelsgeschlecht)

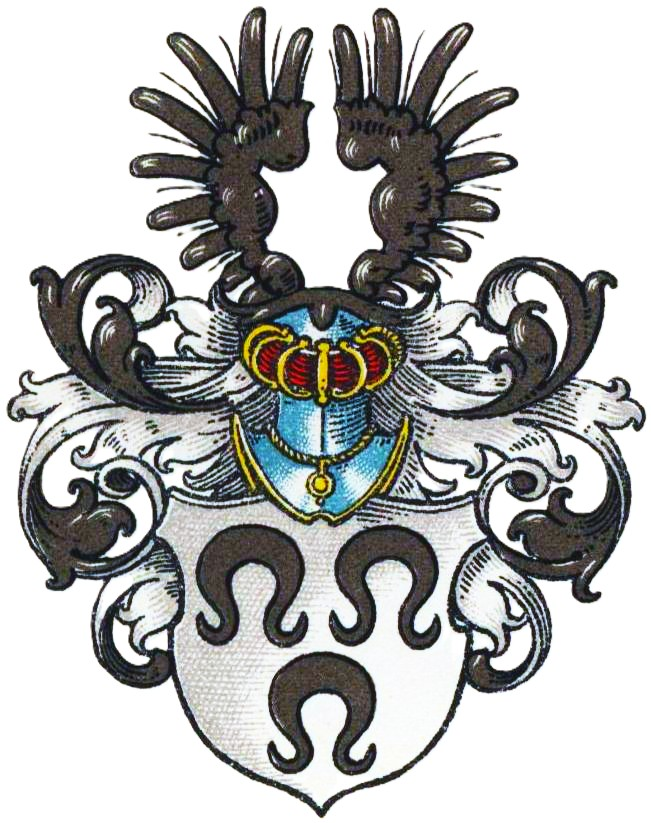
Wappen derer von Olden im Wappenbuch des Westfälischen Adels

Olden (auch: Alden, Ollen o. ä.) ist der Name eines erloschenen westfälischen Adelsgeschlechts.

## Geschichte
Das Geschlecht war im Fürstentum Minden begütert. Es saß auf Gut Amorkamp (auch: Amerkamp) im Amt Hausberge. Auf Gut Amorkamp, das als Vorwerk der Burg Holzhausen bei Porta Westfalica gilt, sind die Olden bereits 1338 als Besitzer nachweisbar.
1330 erscheint ein Richard von Olden-Walstede als Bürge in einer Urkunde. 1357 war möglicherweise derselbe Richard von Olden-Walsteden Bürgermeister zu Ahlen. 1408 verkauften Ludeke von Olden zu Amorkamp, Merle, seine Frau, ihre Söhne Ludeke, Rembert, Johann und Cord sowie ihre Töchter Alheyt, Grete, Engele und Lucke ein Viertel des Dorfs zu Reed vor der Buckeborch (Reethof zu Scheie (Bückeburg)). Ihr Siegel zeigt die drei Fasseisen. Johann von Olden bestätigte 1483, dass er von Wilhelm, Herzog von Jülich und Berg, den Berenhoff in Wehdem zu Lehen erhalten hatte. Dieser Hof war auch noch mehr als 100 Jahre später als Lehen im Besitz der Familie.
Ende des 15. und Anfang des 16. Jahrhunderts war Dietrich von Olden Propst und Kellner von Cappenberg. Johann von Olden (Aldenn) zu Amorkamp, Mindener Domherr, kaufte 1534 mehrere Eigenhörige. 1579 versprach Johann von Olden von seinen Gütern im Amorkamp, Stift Minden, Amt Hausberge, nichts ohne die Genehmigung seines Schwagers Spiegel zu veräußern. 1580 dann verkaufte derselbe Johann von Olden zu Amorkamp Land an Daniel Kryte, Vogt zu Hausberge.
Laut Max von Spießen kommt die Familie noch 1589 vor. Tatsächlich existierte die Familie deutlich länger. 1598/9 wurde Eggert von Olden mit dem Berenhof im Kirchspiel Wehdem, Amt Rahden belehnt. Christina von Olden war 1600 Küsterin im Stift Neuenheerse. 1611 schwebte am Hofgericht in Minden ein Erbschaftsprozess zwischen Anna Stevening, Witwe von Henrich von Olden zum Amorkamp, auf der einen und ihrem Schwager, dem oben genannten Eggert von Olden, und Johann Grone in Holthausen auf der anderen Seite. Am 10. April 1644 traute sich in Holzhausen Gertrud von Olden mit dem adeligen Friedrich Nitsche. „Nob. Berhard von Olden“ starb am 12. Oktober 1650, seine Witwe Anna Maria am 22. Februar 1663.

## Wappen
Blasonierung: In Silber drei (2:1) schwarze Fasseisen. Auf dem Helm mit schwarz-silbernen Helmdecken ein offener schwarzer Flug.